# Pristolycus wittmeri
Pristolycus wittmeri is een keversoort uit de familie glimwormen (Lampyridae). De wetenschappelijke naam van de soort werd voor het eerst geldig gepubliceerd in 2002 door Jeng & Satô in Jeng, Yang & Satô.